# 上户站 (福岛县)
上户站（日语：／ Jōko eki */?）位于福岛县耶麻郡猪苗代町大字山潟，是东日本旅客铁道（JR東日本）管辖的磐越西线上的鐵路車站。

## 历史
- 1899年3月10日 - 作为"岩越铁道"山潟站投入运营[2]。
- 1899年7月15日 - 山潟站。
- 1906年11月1日 - 岩越铁道国有化。
- 1915年6月1日 - 改名为上户站。
- 1983年3月10日 - 车站无人化。
- 1987年4月1日 - 国铁分割民营化后成为JR东日本车站。

## 车站结构
侧式站台1台1线的地上车站。
会津若松站管理的无人站。

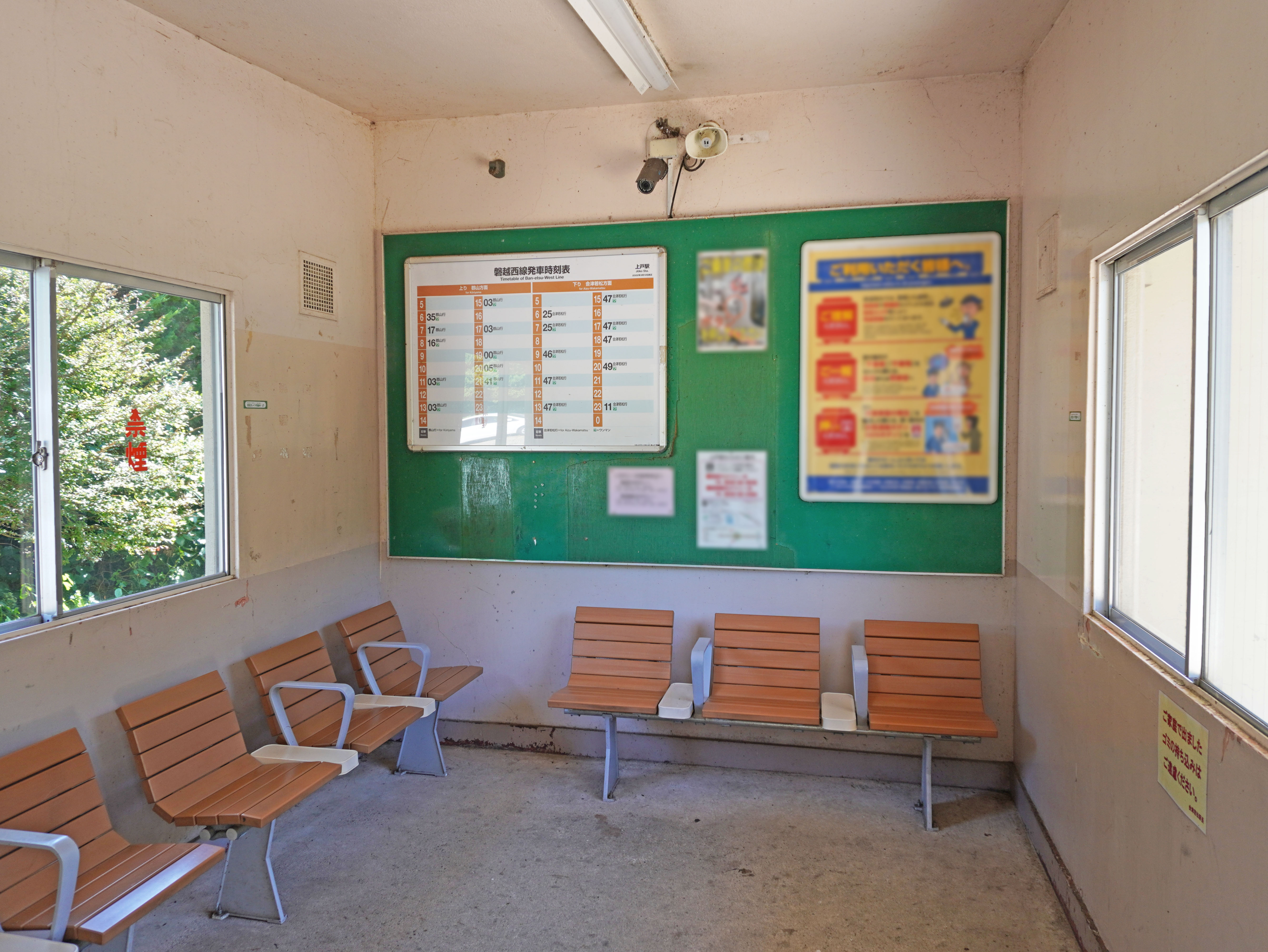
候車室（2022年9月）
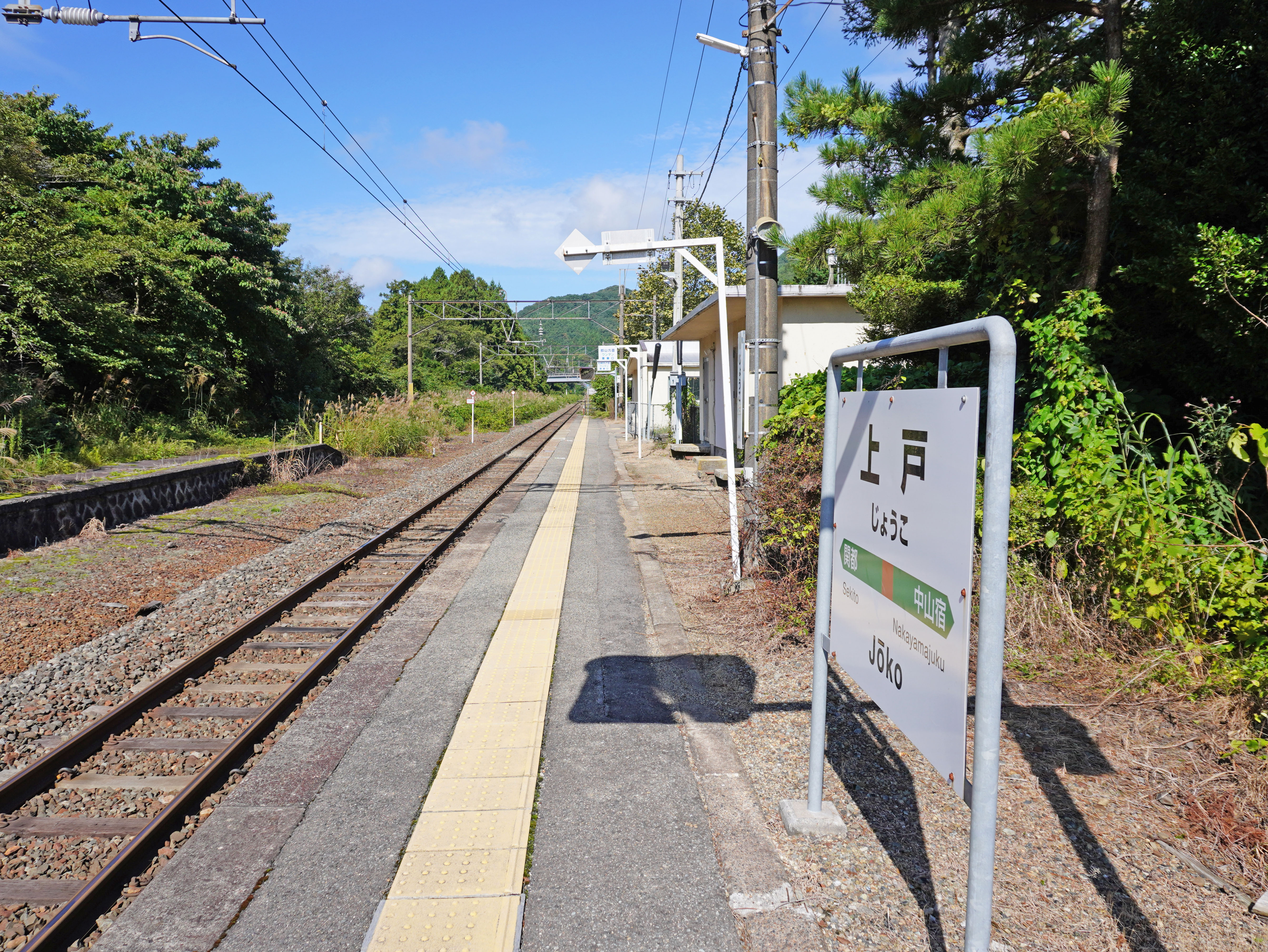
月台（2022年9月）

## 相鄰車站
東日本旅客鐵道
■磐越西線
□快速
通过
■普通
中山宿－（沼上信号场）－上户－（臨）豬苗代湖畔－關都